# Ilyplana aberrans
Ilyplana aberrans är en plattmaskart som beskrevs av Bock 1925. Ilyplana aberrans ingår i släktet Ilyplana och familjen Ilyplanidae. Inga underarter finns listade i Catalogue of Life.